# Stephen King
Stephen King   (Portland, 21 de setembre de 1947) nom de ploma de Stephen Edwin King és un escriptor estatunidenc en anglès, conegut per les seves novel·les de terror, supranatural, suspens, ciència-ficció i fantasia. Els seus llibres solen estar a la llista de best-sellers, i ha arribat a vendre més de 350 milions de còpies.
Les històries de Stephen King tenen com a protagonistes personatges de classe mitjana, un nen, o la majoria de vegades, un escriptor. Els personatges viuen la seva vida normal, però els fets sobrenaturals i circumstàncies estranyes canvien el curs de la història. King manifesta un coneixement ambiciós del gènere del terror, tal com mostra en el seu llibre de no ficció anomenat Danse Macabre, que registra un ordre cronològic de nombroses dècades de treballs notables sobre literatura i cine. Escriu a més llibres que no podrien ser catalogats en el gènere del terror, com les novel·les The Body i Rita Hayworth and Shawshank Redemption (adaptades posteriorment a la pantalla gran com a Stand By Me i The Shawshank Redemption respectivament), igual que The Green Mile.
Stephen King va escriure sota el nom de Richard Bachman en molts dels seus llibres on la història estava basada en un terror més mental que físic. The Long Walk n'és un exemple.
És un dels autors més traduïts, segons l'Index Translationum.

## Biografia
Stephen King va néixer a Portland, Maine, és d'ascendència escocesa. Quan tenia dos anys el seu pare va abandonar l'illa. Ruth (mare de Stephen King) el va criar junt amb el seu germà gran David, durant algunes èpoques travessant problemes econòmics. La família es va traslladar a Durham (Maine), poble on va néixer Ruth, però també van passar una temporada a Scarborough (Maine), Chicago (Illinois), Croton-on-Hudson (Estat de Nova York), West De Pere (Wisconsin), Fort Wayne (Indiana), Malden (Massachusetts), i Stratford (Connecticut). Va estudiar a "Durham Elementary School" a Durham, i a "Lisbon Falls High School" a Lisbon Falls (Maine).
King va començar a escriure des de molt jove. A l'escola escrivia històries basades en pel·lícules que havia vist recentment i les venia als seus amics. El negoci no va ser ben vist pels seus professors, que el van obligar a tornar els seus guanys quan el van descobrir. Les històries eren escrites amb la mateixa màquina que el seu germà usava per publicar el seu diari anomenat "Dave's Rag". Aquest treballava amb temes locals, i King contribuïa la majoria de vegades al projecte. Als tretze anys va descobrir a casa de la seva tieta una caixa molt vella amb llibres del seu pare, la majoria de terror i ciència-ficció. Aquests gèneres li van cridar l'atenció des del primer moment.
Entre 1966 i 1971, King va estudiar anglès a la Universitat de Maine, a Orono i va escriure una columna anomenada "King's Garbage Truck" a la revista de la universitat. Treballant a la biblioteca de la universitat, va conèixer Tabitha Spruce i es van casar el 1971. King va agafar feines a mig temps per poder-se pagar els estudis, fins i tot en una tintoreria. Va usar la seva experiència per escriure la història The Mangler. La seva vida a la universitat es veu clarament representada a Hearts in Atlantis.
Després d'acabar els seus estudis universitaris amb una llicenciatura d'art en anglès i d'obtenir un certificat per poder ensenyar a secundària, King va ensenyar anglès a Hampden Academy (Hampden).
Durant aquest període, ell i la seva família van viure en una rulot. Va escriure històries curtes (la majoria publicades a revistes per homes) per poder satisfer les necessitats de la seva família. Segons diu la introducció de Carrie, si un dels seus fills tenia un constipat, Tabitha hauria dit bromejant, "Vinga Steve, pensa en un monstre". King va començar a tenir problemes d'alcoholisme durant una dècada.
Durant aquest període va començar a escriure un gran nombre de novel·les. Una de les seves idees va ser la d'un jove amb poders psíquics. Tot i així, es va sentir desanimat i la va llençar.
Tabitha va rescatar-li el treball i el va animar a acabar-lo. Després de finalitzar la novel·la, la va titular Carrie i la va enviar a la companyia Doubleday perquè li edités. Va passar el temps i es va oblidar del llibre.
Més tard va rebre una oferta de compra per 2.500 dòlars d'avançat (no un gran avanç per una novel·la, fins i tot aquest temps). Poc temps després, el valor de Carrie amb els drets dels manuscrits van ser venuts per 400.000 dòlars (200.000 dels quals van ser per a l'editor). Després del seu llançament, la seva mare va morir de càncer uterí, però va aconseguir llegir la novel·la abans de morir.
Després de la publicació de The Tommyknockers la família i amics de King van decidir ajudar-lo a combatre els seus vicis, li van ensenyar la seva pròpia brutícia perquè s'adonés del nivell d'addicció a què havia arribat: hi havia llaunes de cervesa, cigarretes, cocaïna, xanax, vàlium, nyquil i moltes més coses. Va demanar ajuda i va abandonar completament l'alcohol i les drogues a finals dels anys 80.
Els personatges dels llibres de King han hanat evolucionant amb el pas dels anys:
- Els seus primers treballs (Carrie, The Shining, The Stand), mostraven famílies de classe treballadora que havien de lluitar contra problemes econòmics.
- A finals dels anys 1980, els seus treballs presentaven persones de classe mitjana, com professors o autors.
- A finals dels anys 1990, els personatges eren pilots d'avions, escriptors o altres oficis semblants.

## Accident de cotxe
L'estiu de 1999, King es trobava a la meitat d'una novel·la anomenada On Writing: A Memoir of the Craft. En aquest període, havia acabat la secció de memòries i havia abandonat el llibre per uns divuit mesos, a causa de la inseguretat de com continuar o si molestaria a tercers. King relata que va ser el primer llibre que va haver d'abandonar des que va escriure The Stand dècades abans. Havia pres la decisió de continuar amb el llibre, el 17 de juny, va escriure una llista de preguntes que li havien fet amb freqüència sobre la seva forma d'escriure, al mateix temps que altres que li hauria agradat que li haguessin fet; el 18 de juny, va escriure quatre pàgines de l'esmentat llibre.
El 19 de juny, a les 4:30 de la tarda aproximadament, King caminava pel voral dret de la ruta 5 de North Novell. El conductor Bryan Smith, distret per un rottweiler incontrolat que es movia a la part posterior del seu cotxe marca Dodge Caravan de 1985, va atropellar King, que va aterrar en una rasa d'uns 4 metres de profunditat del paviment de la carretera de la ruta 5.
L'ajudant del comissari del comtat d'Oxford, Matt Baker, va gravar una cinta en la qual els testimonis deien que el conductor no conduïa massa ràpid ni amb imprudència. Baker també va informar King que havia estat atropellat per l'esquena. A la pàgina web oficial de Stephen King es comenta que això no és veritat, ja que King caminava de cara al trànsit.
King estava prou conscient per donar els nombres de telèfon de la seva família a l'ajudant del comissari per a poder contactar amb ells, tot i que estava patint un dolor considerable. L'escriptor va ser portat a l'Hospital Northern Cumberland per a portar-lo des d'allà a l'Hospital Central de Maine amb helicòpter. Les seves ferides -el pulmó dret col·lapsat, múltiples fractures a la cama dreta, laceració del cuir cabellut i un maluc trencat- el van mantenir a l'hospital fins al 9 de juliol, gairebé tres setmanes ingressat.
Aquest mateix any, King va acabar la major part de From a Buick 8, novel·la on un dels protagonistes resulta mort en un accident de cotxe. De les terrorífiques semblances amb el seu propi accident, King diu que va intentar "donar massa importància al fet". La novel·la Misery, escrita el 1987, també tracta d'un escriptor que es fereix de gravetat en un accident de cotxe, tot i que la novel·la tracta sobre la malaltia mental d'un fan de l'escriptor.
Després de cinc operacions en deu dies i teràpia física, King va poder reprendre la novel·la On Writing que havia hagut de deixar a mitges a causa de l'accident, tot i que encara patia dolors al maluc i només podia seure durant quaranta minuts fins que el dolor es fes insuportable. El seu estat físic ha millorat des d'aleshores.
L'advocat de King i dues persones més van comprar la furgoneta de Smith per 1.500 dòlars per impedir que fos subhastada per Internet. Smith, un operari de la construcció amb baixa laboral va morir el setembre de l'any 2000 mentre dormia, a l'edat de 43 anys.

## Estil
Al llibre On Writing: A Memoir of the Craft, King descriu el seu estil d'escriptura de gran longitud i profunditat. Creu que per fer una bona història s'ha de crear una petita llavor i deixar que la història creixi i es desenvolupi a partir d'aquí. Generalment comença les seves històries sense saber com acabaran.
És conegut per la seva qualitat de detalls, continuïtat i referències internes; moltes de les seves històries es veuen lligades per personatges secundaris, pobles ficticis o fets de llibres passats.
Els seus llibres contenen referències a la història i cultura dels Estats Units, particularment a la part més fosca i horrorosa d'aquesta. Les referències estan plasmades amb històries dels personatges, en les quals s'expliquen alguns dels seus temors. Algunes referències inclouen el crim, la guerra (especialment la del Vietnam), i el racisme.
King utilitza un estil de narració bastant normal, referint-se als seus fans com a "lectors constants" o "amics i veïns". El seu estil contrasta els temes obscurs amb les històries.
Stephen King té una senzilla fórmula per poder escriure bé: "Llegeix quatre hores al dia i escriu quatre hores al dia. Si no trobes temps per fer-ho no et podràs convertir en un bon escriptor".

## Visió del món
Les novel·les de King estan construïdes basant-se en una visió constant del món, descrita més clarament a Insomnia i The Dark Tower. En aquesta visió, descriu l'existència metafòrica d'una torre fosca, ubicada en un paisatge de flors vermelles. En aquesta torre hi ha diversos nivells, amb entitats a cada un. Algunes són hostils, altres bones. Moltes de les seves novel·les prenen lloc en aquest univers fictici, i alguns personatges es relacionen amb fets d'altres històries.
Aquest concepte està basat en el pensament de Lovecraft i els seus mites.

## Actualment
El 1996, King va guanyar el premi 0. Henry Award per la seva història "The Man in the Black Suit". El 2003, King va ser honorat amb el premi a la trajectòria de National Book Awards, que va causar un avalot entre la comunitat literària per l'elecció de l'escriptor, especialment per part del crític literari Harold Bloom.
Stephen King va escriure sis llibres amb el pseudònim de Richard Bachman. King va fer un enterrament fals per Bachman després que el secret fos descobert, la qual cosa va inspirar el llibre The Dark Half. King va escriure una història curta sota el nom de John Swithen, The Fifth Quarter, que es va tornar a publicar el 1993 sota el nom de Stephen King
El 2002, King va anunciar que deixaria d'escriure, motivat aparentment per la frustració de les seves lesions, que l'incomodaven i li reduïen l'energia. Des d'aleshores ha escrit alguns llibres però a un ritme menor que abans.
Des del 2003, King ha donat el seu punt de vista sobre la cultura popular en una columna de l'última pàgina de la revista Entertainment Weekly, normalment cada tres setmanes. La columna es titula The Pop Of King, una referència a The King of Pop ("el rei del pop" en anglès), Michael Jackson.
L'octubre de 2005, King va firmar un contracte amb Marvel Comics; seria el seu primer projecte oficial, ja que als anys 80 va participar en un còmic per lluitar contra la fam d'Àfrica. La idea seria estendre la seva sèrie The Dark Tower. La sèrie la il·lustrarà l'artista Jae Lee, guanyador del premi Eisner. Marvel va anunciar que el projecte s'endarreriria fins al 2007, perquè King tingués el temps i la dedicació necessaris.
El gener de 2006 King va aparèixer a la primera entrega d'Amazon Fishbowl, presentada per Bill Maher.
Existeix un corrent de públic que reclama que a King se li concedeixi el Nobel de Literatura, però la institució es reafirma en no voler entregar-li, argumentant que el Nobel no és un concurs de popularitat. Aquests corrents de pensament entren en conflicte amb el Nobel que es va entregar a Stefan Zweig, autor més llegit del món en aquell moment.

## Família
Stephen King viu a Bangor (Maine) amb la seva esposa Tabitha King, que és novel·lista. Té una altra casa al districte Western Lakes de Maine. King passa l'hivern a la seva mansió amb vistes al mar ubicada a Sarasota (Florida). Fa poc va construir-se una casa a Connecticut. Els seus tres fills Naomi Rachel, Joe Hill (que apareix a la pel·lícula Creepshow) i Owen Phillip, són majors d'edat i s'han independitzat. Owen va publicar el 2005 la seva primera col·lecció d'històries titulada We're All in This Together: A Novella and Stories.

## Altres escriptors
King és un gran admirador de l'escriptor Lovecraft i ha usat diverses de les seves tècniques (com la connexió d'històries dels seus llibres, l'ús de retalls de diari, transcripcions de prova, altres materials de documentació i l'ús de pobles ficticis com "Castle Rock" i "Derry") a les seves novel·les, però es diferencia d'aquest per la seva caracterització extensa, un diàleg efectiu i històries amb bons finals, tot això inexistent als relats de Lovecraft.
Edgar Allan Poe, un dels pares del gènere del terror contemporani, ha tingut una gran influència a les històries de King. Un bon exemple és The Shining. El text extret d'aquest, "I la mort vermella va dominar sobre totes les altres," (en anglès "And the red death held sway over all,") recorda l'original, "I la foscor i la decadència de la mort vermella mantenen un domini il·limitat per sobre dels altres" (en anglès "And Darkness and Decay and the red Death held illimitable dominion over all,") contingut a l'obra La máscara de la muerte roja de Poe. La novel·la de King és anàloga al petit relat de Poe d'una forma força precisa. Els dos escriptors comparteixen l'ús dels Doppelgänger, tot i que el tema està present a la majoria d'obres de terror i no es pot especificar un sol autor. A més, l'argument del relat curt titulat Dolan's Cadillac és en comparació gairebé idèntic a la novel·la de Poe anomenada The Cask of Amontillado), parafrasejant el famós al·legat de Fortunato, "per l'amor de Déu, Montresor!" (en anglès "for the love of God, Montresor!")
King ha declarat la seva admiració per un autor menys prolífic: Shirley Jackson. La novel·la Salem's Lot començat amb la cita del llibre The Haunting of Hill House de Jackson. Tony, un amic imaginari de The Shining té certa relació amb un altre amic imaginari, també anomenat Tony, del llibre Hangsaman de Jackson. També hi ha algunes similituds entre els personatges Carrie de Carrie i Eleanor de The Haunting of Hill House. King va declarar que Carrie estava basada en dues víctimes d'abús escolar a l'escola que va conèixer. Una escena fonamental de Storm of the Century està basada en el llibre de Jackson titulat The Lottery.
I finalment, una de les seves influències va ser John D. MacDonald. King ha estat un gran fan de MacDonald al llarg de la seva vida, i el deute que deu al vell escriptor sembla clara. De la mateixa manera que King és un mestre del gènere del terror, MacDonald és bastant popular en el gènere criminalístic. King va aprendre molt de l'art de penetrar a la ment dels personatges, usat per MacDonald. La manera en què els dos escriptors descriuen els personatges, tot i que de diferent estil, són força semblants. King i MacDonald demostren una gran dedicació al seu treball, dedicant-hi força hores diàriament. King ha dedicat la novel·la Sun Doc a MacDonald, dient "Et trobo a faltar, vell amic."
Per la seva popularitat, King se sol comparar amb Dean Koontz, i alguns admiradors desitgen llegir un llibre escrit per tots dos. Ambdós escriptors han declarat la impossibilitat del projecte, la raó principal és l'hàbit de King de tenir personatges amb una vida miserable, i Koontz té l'hàbit d'escriure finals feliços per a la majoria dels seus llibres.
King ha escrit dues novel·les col·laborant amb Peter Straub, The Talisman i Black House.
King ha comentat que tenen previst escriure el tercer i últim llibre de la saga, però no ha proposat cap data.
A més a més, King ha escrit la novel·la de no-ficció Faithful amb el novel·lista Stewart O'Nan.

## Obres
(entre claudàtors, l'edició catalana)

### Novel·les i llibres de ficció
- 1974 Carrie, Laertes, 1988; La Magrana, 1999
- 1975 Salem’s Lot
- 1977 Rage (com a Richard Bachman)
- 1977 The Shining
- 1978 Night Shift (narracions) [Torn de nit, Males Herbes, 2018]
- 1978 The Stand
- 1979 The Dead Zone
- 1979 The Long Walk (com a Richard Bachman) [La Gran Caminada, Males Herbes, 2020]
- 1980 Firestarter
- 1981 Cujo
- 1981 Road Work (com a Richard Bachman)
- 1982 The Dark Tower I: The Gunslinger
- 1982 Different Seasons (narracions)
- 1982 The Running Man (com a Richard Bachman)
- 1983 Christine
- 1983 Pet Sematary [Cementiri d'animals, Enciclopèdia Catalana / Columna, 1994]
- 1983 Cycle of the Werewolf (il·lustrat per Bernie Wrightson)
- 1984 The Talisman (escrit amb Peter Straub)
- 1984 Thinner (com a Richard Bachman)
- 1985 Skeleton Crew (narracions)
- 1985 The Bachman Books (narracions)
- 1986 It
- 1987 The Eyes of the Dragon
- 1987 Misery [Misery, Columna, 1993]
- 1987 The Dark Tower II: The Drawing of the Three
- 1988 The Tommyknockers
- 1988 Dark Visions (també conegut com The Skin Trade, Night Visions 5 i Dark Love) (escrit amb la col·laboració de George R. R. Martin i Dan Simmons)
- 1989 The Dark Half
- 1989 Dolan's Cadillac (edició limitada)
- 1989 My Pretty Pony (edició limitada)
- 1990 The Stand: The Complete & Uncut Edition
- 1990 Four Past Midnight (narracions)
- 1991 Needful Things
- 1991 The Dark Tower III: The Waste Lands
- 1992 Gerald's Game
- 1993 Dolores Claiborne
- 1993 Nightmares & Dreamscapes (narracions)
- 1994 Insomnia
- 1995 Rose Madder
- 1995 Umney's Last Case
- 1996 The Green Mile (originalment publicat com una sèrie mensual consistent en sis parts: The Two Dead Girls, The Mouse on the Mile, Coffey's Hands, The Bad Death of Eduard Delacroix, Night Journey i Coffey on the Mile)
- 1996 Desperation
- 1996 The Regulators (com a Richard Bachman)
- 1997 Six Stories (narracions)
- 1997 The Dark Tower IV: Wizard and Glass
- 1998 Bag of Bones
- 1999 Storm of the Century
- 1999 The Girl Who Loved Tom Gordon
- 1999 The New Lieutenant's Rap (edició limitada)
- 1999 Hearts in Atlantis
- 2000 Secret Windows
- 2001 Dreamcatcher [L'atrapasomnis, Edicions 62, 2001]
- 2001 Black House (seqüela de The Talisman; escrit amb Peter Straub)
- 2002 From a Buick 8
- 2002 Everything's Eventual: 14 Dark Tales (narracions) [Tot és definitiu: Catorze contes obscurs, Edicions 62, 2003]
- 2003 The Dark Tower I: The Gunslinger (edició revisada)
- 2003 The Dark Tower V: Wolves of the Calla
- 2004 The Dark Tower VI: Song of Susannah
- 2004 The Dark Tower VII: The Dark Tower
- 2004 The Girl Who Loved Tom Gordon
- 2005 The Colorado Kid
- 2005 Trangressions (escrit amb altres autors i editat per Ed McBain)
- 2005 Salem's Lot: Illustrated Edition
- 2006 Cell [El mòbil, Edicions 62, 2006]
- 2006 Lisey's Story [La història de la Lisey, Edicions 62, 2007]
- 2008 Duma Key
- 2008 Just After Sunset (narracions)
- 2009 Under the Dome
- 2009 Stephen King Goes to the Movies (narracions)
- 2010 Full Dark, No Stars (narracions)
- 2011 11/22/63
- 2012 The Dark Tower: The wind through the keyhole
- 2012 Doctor Sleep
- 2013 Joyland
- 2014 Mr. Mercedes (1a novel·la de la trilogia Bill Hodges)
- 2014 Revival
- 2015 Finders Keepers (2a novel·la de la trilogia Bill Hodges)
- 2016 End of Watch (3a novel·la de la trilogia Bill Hodges)
- 2017 Gwendy's Button Box (escrita conjuntament amb Richard Chizmar)
- 2017 Sleeping Beauties (escrita conjuntament amb Owen King)
- 2018 The Outsider (1a novel·la de la sèrie Holly Gibney)
- 2019 The Institute
- 2021 Later
- 2021 Billy Summers

### No ficció
- 1981 Danse Macabre
- 1988 Nightmares in the Sky
- 2000 On Writing: A Memoir of the Craft [Escriure: Memòries d'un ofici, L'Altra Editorial, 2018]
- 2005 Faithful: Two Diehard Boston Red Sox Fans Chronicle the Historic 2004 Season
- 2013 Guns

### Audiollibres originals
- 2000 Blood and Smoke
- 2006 Stationary Bike

### Llibres electrònics originals
- 2000 Riding the Bullet
- 2000 The Plant: Book 1-Zenith Rising

### Còmics
- 1982 Creepshow (il·lustrat per Bernie Wrightson)
- 2006 The Secretary of Dreams (una edició limitada a dos volums, el primer va ser llançat la primera meitat de l'any 2006)
- 2007 The Dark Tower (sèrie en forma de còmic que es llança mensualment, dibuixada per Jae Lee, publicada per primer cop per Marvel Comics el febrer del 2007)
- 2008 Stand (sèrie en forma de còmic que es llança mensualment basada en la novel·la del mateix títol i publicada per primera vegada per Marvel Comics el setembre de 2008)
- 2009 The Talisman (sèrie en forma de còmic mensual publicada per Del Rey Còmics)
- 2010 Stephen King's N (monogràfic creat per Marc Guggenheim i Alex Maleev)
- 2010 American Vampire (sèrie mensual en forma de còmic escrita, en part, per Stephen King que va ser publicada per primera vegada per Vertigo el març del 2008)
- 2012 Little Green God of Agony (webcòmic basat en un relat de King que es va començar a publicar l'octubre de 2012 al lloc web oficial de l'escriptor)

### Llibres mai publicats
- 1959 Charlie (novel·la curta mai publicada)
- 1963 The Aftermath (novel·la no publicada)
- 1970 Sword in the Darkness (novel·la no publicada)
- 1973 Blaze (novel·la no publicada)
- 1974 The House on Value Street (ni publicada ni acabada)
- 1976 Welcome to Clearwater (ni publicada ni acabada)
- 1976 The Corner (ni publicada ni acabada)
- 1977 Wimsey (ni publicada ni acabada)
- 1983 The Leprechaun (ni publicada ni acabada)
- 1983 The Cannibals (també conegut com a Under the Dome) (no publicada, majoritàriament no acabada)
- 1984 Keyholes (ni publicada ni acabada)
- 1996 The Pretender (ni publicada ni acabada)

## Pel·lícules basades en llibres de Stephen King
Diverses obres de Stephen King han estat portats al cinema, aquests són:

### Dècada del 1970
- 1976 Carrie
- 1979 Salem's Lot

### Dècada del 1980
- 1980 The Shining
- 1982 Creepshow (consisteix en cinc curtmetratges: "Father's Day," "The Lonesome Death of Jordy Verrill," "Something to Tide You Over," "The Crate," i "They're Creeping Up On You")
- 1982 The Boogeyman (curtmetratge)
- 1983 Cujo
- 1983 The Dead Zone
- 1983 Christine
- 1983 Disciples of the Crow (basat amb Children of the Corn) (curtmetratge)
- 1983 The Woman in the Room (curtmetratge de Frank Darabont)
- 1984 Children of the Corn
- 1984 Firestarter
- 1985 Cat's Eye (consisteix en tres curtmetratges: "Quitters, Inc.," "The Ledge," i "The General", l'últim d'aquests és original)
- 1985 Silver Bullet (basat amb Cycle of the Werewolf)
- 1985 Stephen King's Nightshift Collection (consisteix en dos curtmetratges: "The Woman in the Room" i "The Boogeyman" (i, en algunes edicions, Strangehold, que no té res a veure amb King; només s'ha llençat com a vídeo)
- 1985 Word Processor of the Gods (episodi de Tales from the Darkside)
- 1986 Gramma (episodi de The Twilight Zone)
- 1986 Maximum Overdrive (dirigida pel mateix Stephen King, basada en el seu relat "Trucks" de 1973)
- 1986 Stand By Me (basat amb "The Body")
- 1987 Creepshow 2 (consisteix en tres curtmetratges: "Old Chief Wood'n'head," "The Raft," i "The Hitchhiker")
- 1987 A Return to Salem's Lot (Seqüela de Salem's Lot)
- 1987 The Running Man
- 1987 The Last Rung on the Ladder (curtmetratge)
- 1987 Sorry, Right Number (episodi de Tales from the Darkside)
- 1989 Pet Sematary

### Dècada del 1990
- 1990 The Cat From Hell (curtmetratge que és part de Tales From The Darkside - The Movie)
- 1990 Graveyard Shift
- 1990 It
- 1990 Misery
- 1990 The Moving Finger
- 1991 Golden Years (minisèrie de televisió original)
- 1991 Sometimes They Come Back
- 1992 The Lawnmower Man
- 1992 Sleepwalkers (escrit especialment per la pel·lícula, no està basada en res)
- 1993 The Dark Half
- 1993 Needful Things (també llençada la versió de tres hores anomenada "Director's Cut")
- 1993 The Tommyknockers (minisèrie)
- 1994 The Shawshank Redemption (basat amb "Rita Hayworth and Shawshank Redemption")
- 1994 The Stand (minisèrie)
- 1995 The Langoliers (minisèrie)
- 1995 The Mangler
- 1995 Dolores Claiborne
- 1995 Stephen King's Nightshift Collection (consisteix en tres curtmetratges, només un té a veure amb King: "Disciples of the Crow" (basat amb Children of the Corn), "The Night Waiter," i "Killing Time"; algunes versions només tenen dues pel·lícules)
- 1995 The Outer Limits (episodi de televisió "The Revelations of Becka Paulson" basat amb aquesta història)
- 1996 Thinner
- 1997 The Shining (minisèrie de televisió)
- 1997 Ghosts (vídeo musical)
- 1997 The Night Flier
- 1997 Quicksilver Highway
- 1997 Trucks
- 1998 Chinga (episodi de The X-Files)
- 1998 Apt Pupil
- 1999 The Green Mile
- 1999 The Rage: Carrie 2
- 1999 Storm of the Century (minisèrie de televisió original)

### Dècada del 2000
- 2001 Cors a l'Atlàntida (Hearts in Atlantis)
- 2001 Strawberry Spring (curtmetratge)
- 2002 Rose Red (minisèrie de televisió originals)
- 2002 The Dead Zone (sèrie de televisió)
- 2002 Night Surf (curtmetratge)
- 2002 Rainy Season (curtmetratge)
- 2002 Carrie
- 2003 El caçador de somnis (Dreamcatcher)
- 2003 The Diary of Ellen Rimbauer (pel·lícula de televisió)
- 2003 Autopsy Room Four (curtmetratge)
- 2003 Here There Be Tygers (curtmetratge)
- 2003 The Man in the Black Suit (curtmetratge)
- 2004 Secret Window
- 2004 Kingdom Hospital (sèrie de televisió)
- 2004 Salem's Lot (minisèrie de televisió)
- 2004 Luckey Quarter (curtmetratge)
- 2004 The Secret Transit Codes of America's Highways (curtmetratge basat en All That You Love Will Be Carried Away)
- 2004 All That You Love Will Be Carried Away (curtmetratge)
- 2004 Riding the Bullet
- 2006 Desperation (minisèrie de televisió)
- 2006 Nightmares and Dreamscapes: From the stories of Stephen King
- 2006 The Girl Who Loved Tom Gordon
- 2006 Black House
- 2006 From a Buick 8
- 2006 Creepshow 3
- 2007 The Talisman
- 2007 1408
- 2007 The Mist
- 2009 Dolan's Cadillac

### Dècada del 2010
- 2011 Children of the Corn: Genesis
- 2011 Bag of Bones (minisèrie de televisió)
- 2013 Under the Dome (sèrie de televisió)
- 2013 Carrie
- 2014 A Good Marriage
- 2014 Mercy
- 2016 Cell
- 2017 The Dark Tower
- 2017 It
- 2017 Gerald's Game
- 2017 1922
- 2018 Children of the Corn: Runaway
- 2019 Pet Sematary
- 2019 It Chapter Two, seqüela de la de 2017